# North Downs
Le North Downs sono una catena di colline calcaree nel sud dell'Inghilterra che si estende per
190 km da Farnham, nel Surrey, fino alle scogliere di Dover nel Kent.
Le North Downs sono comprese tra due Area of Outstanding Natural Beauty inglesi,
le Colline del Surrey e i Kent Downs. Il sentiero nazionale chiamato North Downs Way attraversa le colline dalla località di Farnham fino alla città di Dover.

Profilo stratigrafico dell'anticlinale del Wealden.

.

## Galleria d'immagini

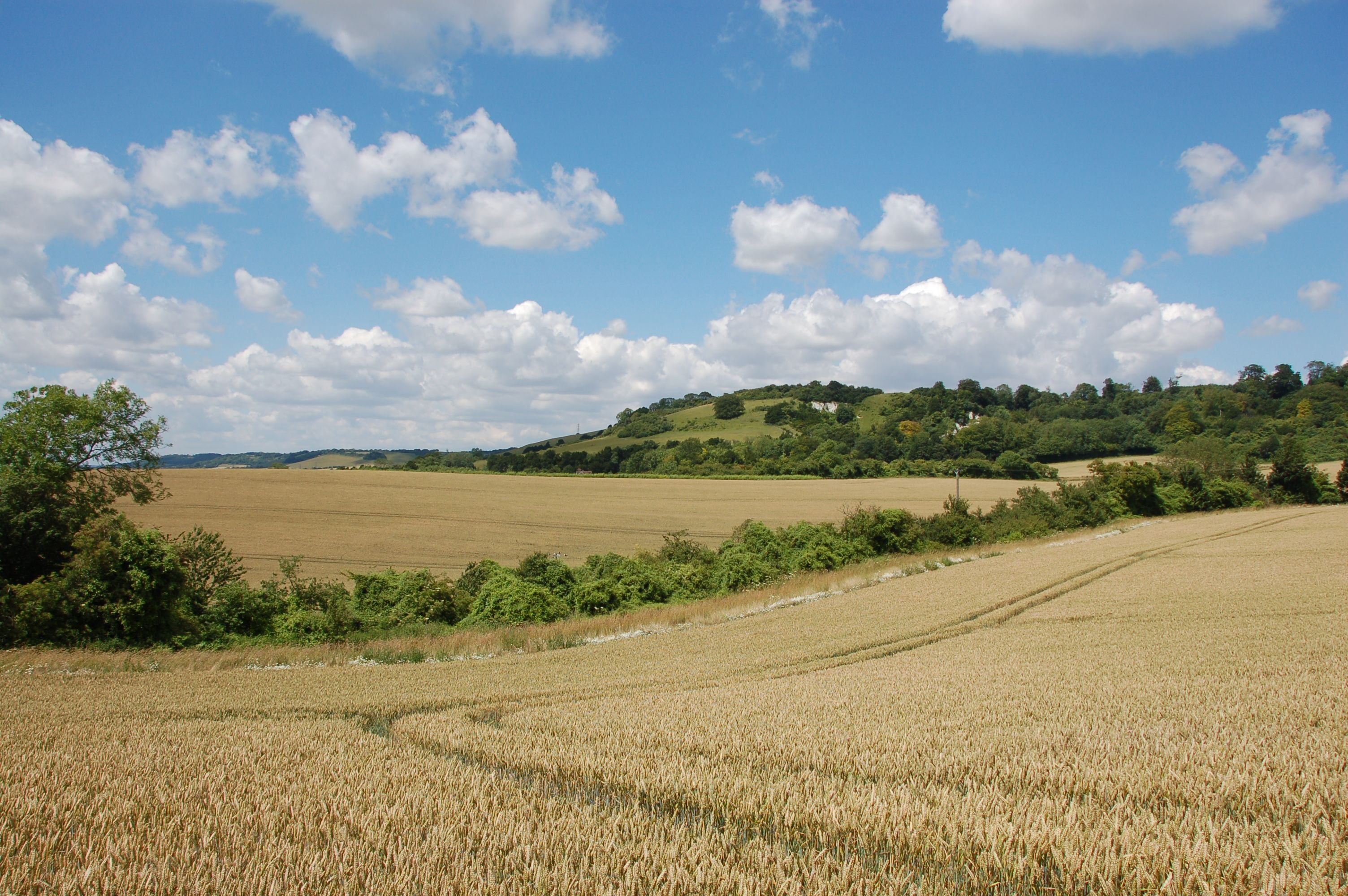
I Noth Downs sopra Hollingbourne.
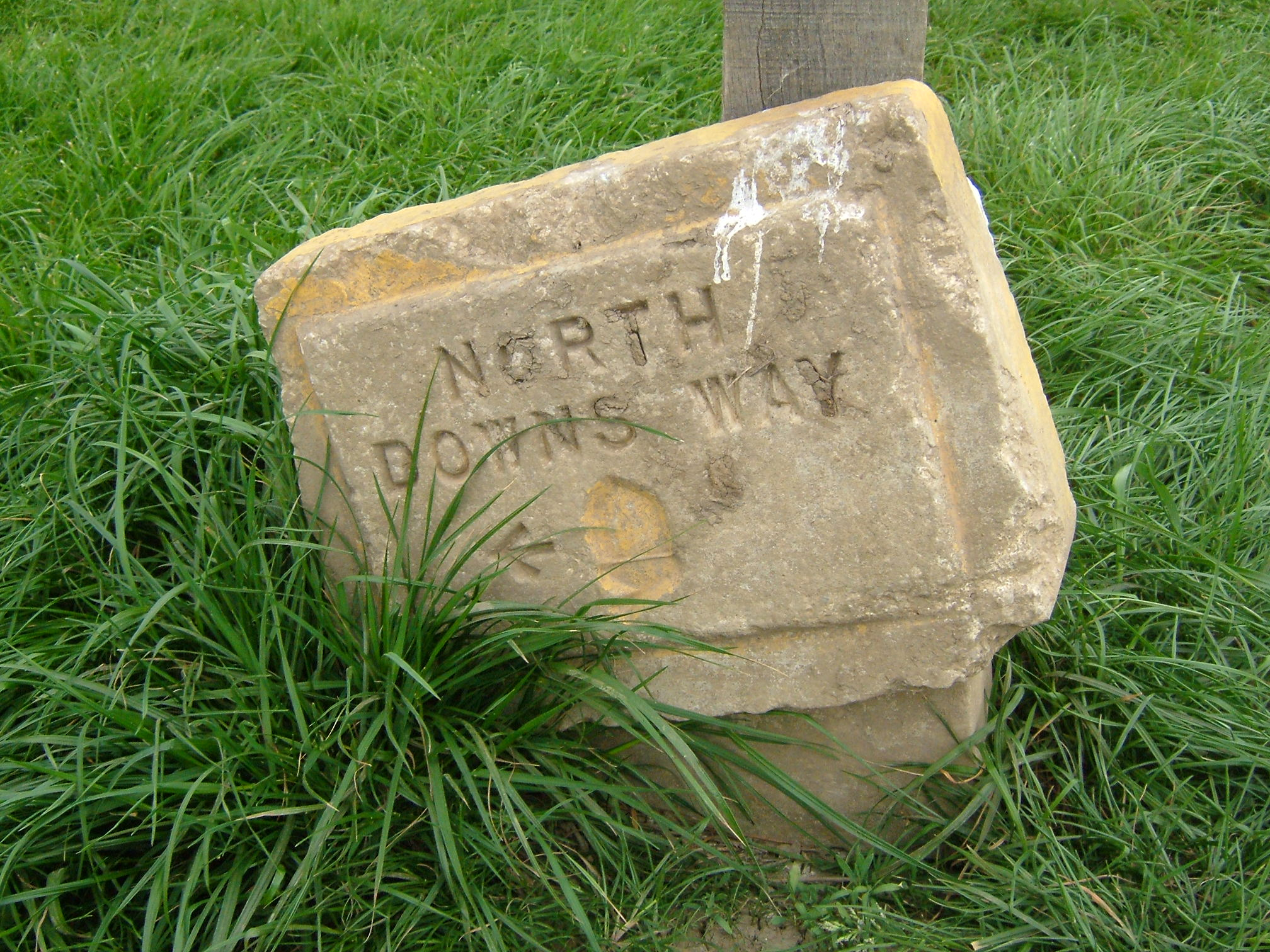
Una pietra segnaletica sulla North Downs Way, vicino a Medway.
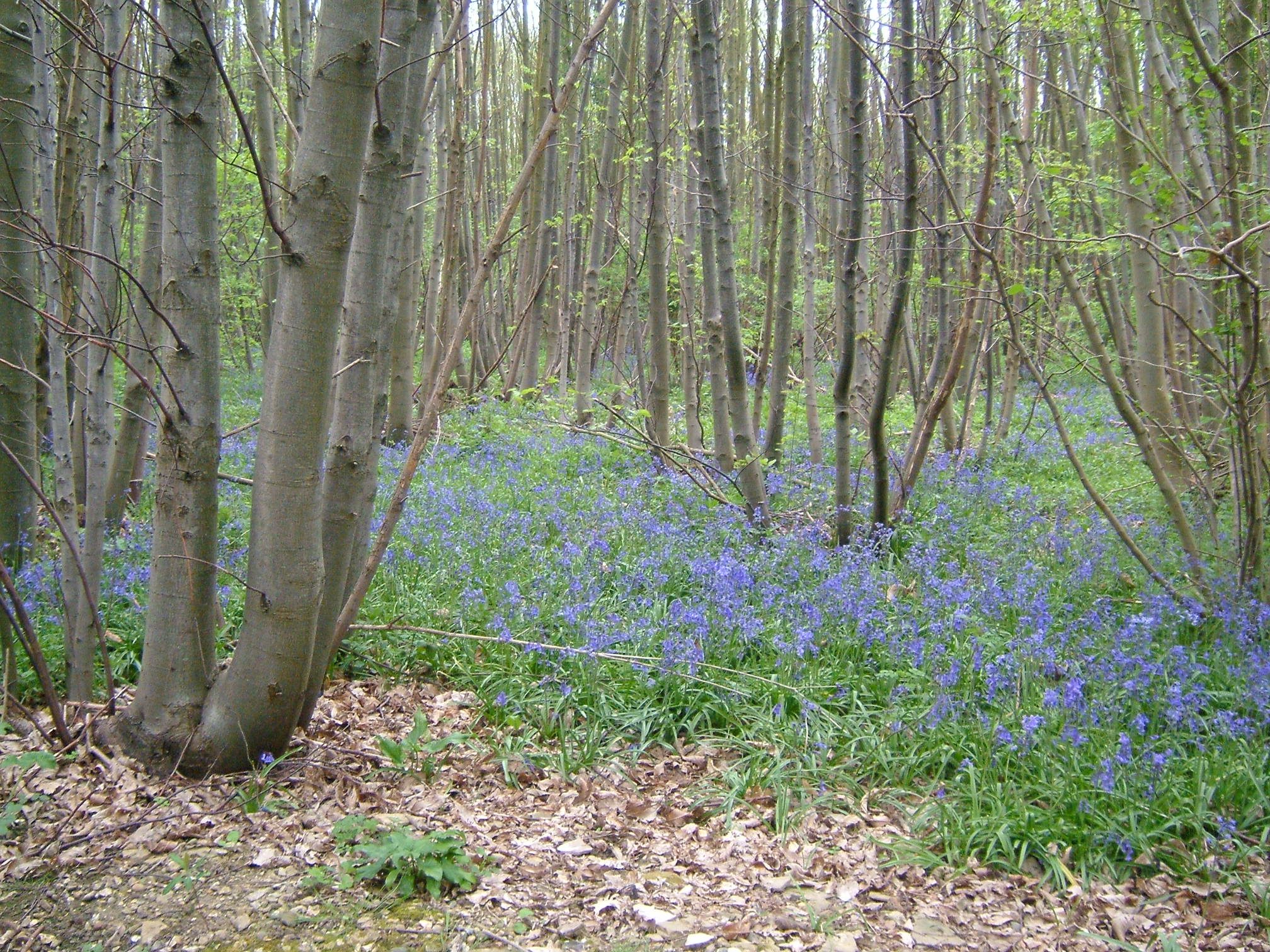
La Foresta di Bluebell vicino a Ranscombe Farm, Cuxton, Medway.
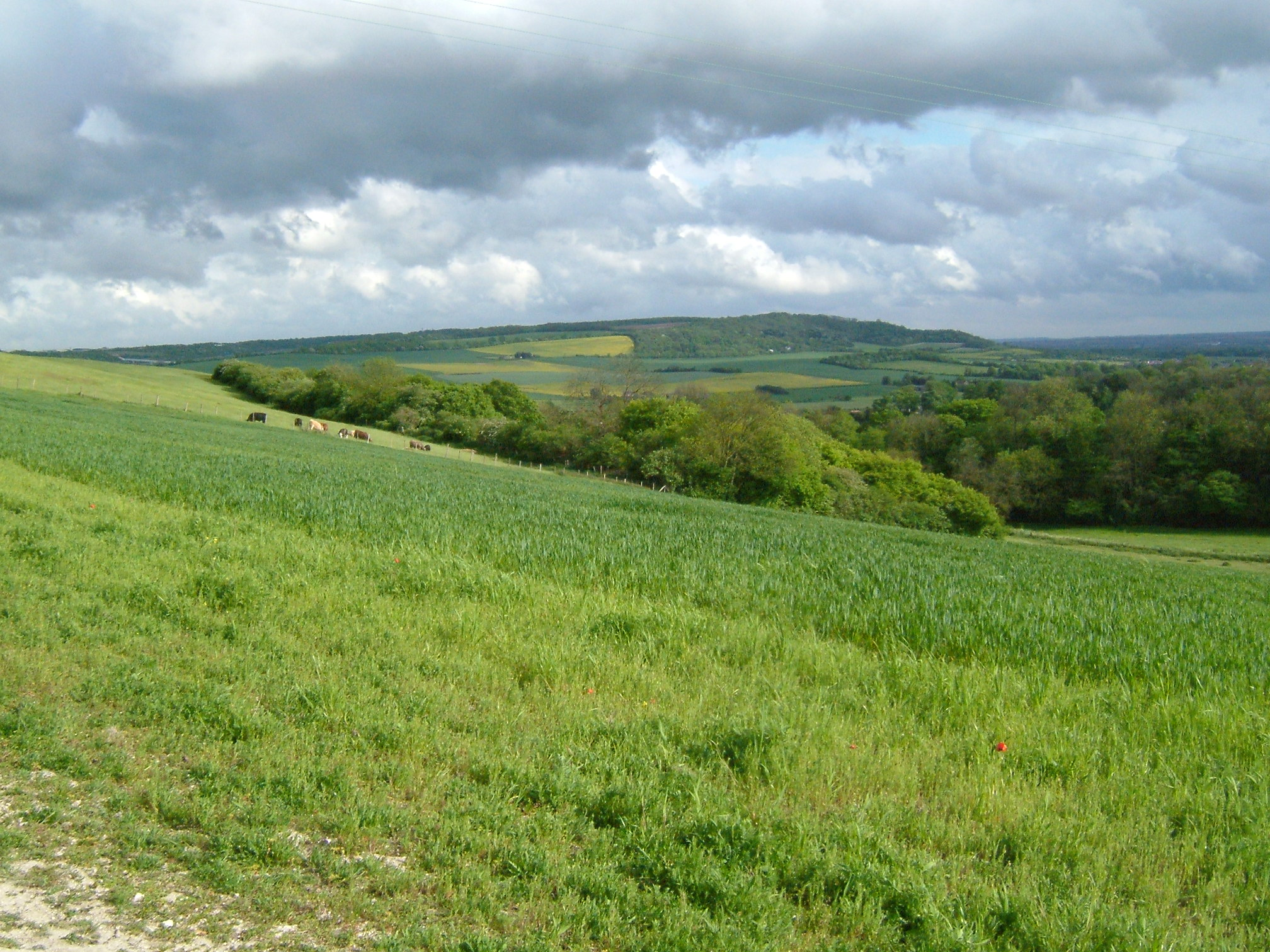
Guardando verso est, panorama tipico del Medway Gap.